# Sphodromerus pantherinus
Sphodromerus pantherinus är en insektsart som beskrevs av Krauss 1902. Sphodromerus pantherinus ingår i släktet Sphodromerus och familjen gräshoppor. Inga underarter finns listade i Catalogue of Life.